# Urgleptes gahani
Urgleptes gahani là một loài bọ cánh cứng trong họ Cerambycidae.